# Ultraliga
Ultraliga – ligowe rozgrywki e-sportowe, utworzone z inicjatywy Riot Games i organizowane przez firmę Frenzy w latach 2018-2024 w ramach systemu Europejskich Lig Regionalnych (ang. European Regional Leagues, w skrócie: ERL). Były przeznaczone dla najlepszych polskich zawodników i organizacji esportowych.
14 listopada 2024 r. za pośrednictwem mediów społecznościowych zespół Ultraligi poinformował, że z powodu wygaśnięcia umowy licencyjnej z Riot Games organizacja turnieju po sześciu latach trwania projektu zostanie zakończona wraz z końcem roku. Równocześnie zapowiedziano powrót w 2025 r. w nowej formule. Tego samego dnia o wygraniu przetargu na realizację projektów e-sportowych z gry League of Legends, poinformował streamer Damian "Nervarien" Ziaja, powiązany z grupą gam3rs_x oraz Fantasyexpo. Kontynuatorem Ultraligi w 2025 r. ma być Rift Legends.
Rozgrywki były transmitowane w telewizji na kanale Polsat Games oraz w Internecie za pośrednictwem usług streamingowych Polsat Box Go, Twitch.tv i YouTube.

## Historia
| Sezon       | Zwycięzca          |
| ----------- | ------------------ |
| Sezon 0     | Illuminar Gaming   |
| Sezon 1     | Rogue Esports Club |
| Sezon 2     | devils.one         |
| Sezon 3     | AGO ROGUE          |
| Sezon 4     | K1CK Neosurf       |
| Sezon 5     | AGO ROGUE          |
| Sezon 6     | PDW                |
| Sezon 7     | AGO ROGUE          |
| Sezon 8     | Zero Tenacity      |
| Sezon 9     | Zero Tenacity      |
| Sezon 10    | Orbit Anonymo      |
| Wiosna 2024 | Zero Tenacity      |
| Lato 2024   | Zero Tenacity      |

### Ultraliga
Ultraliga była następcą rozgrywek w League of Legends podczas wydarzeń Polskiej Ligi Esportowej oraz ESL Pro Series Polska, serii imprez e-sportowych organizowanych od 2011 roku. Gra pojawiła się tam po raz pierwszy w 2013 r., w VI sezonie i w latach 2013-2017 były pierwszym krokiem ku karierze e-sportowej dla młodych graczy. Ultraliga w latach 2018–2020 rozgrywała się tylko wokół jednej dyscypliny – League of Legends. W 2021 roku liga poszerzyła się o nową: Teamfight Tactics, która również powstawała we współpracy z Riot Games.
W latach 2018-2022 sezony numerowane liczbami arabskimi (0-10). W ramach pierwszych siedmiu sezonów (oraz sezonu zerowego) w zmaganiach brało udział osiem drużyn drużyn. W sezonach 8-10 powiększono ligę do dziesięciu drużyn. W cyklu 2024 roku, z powodu zmian organizacjnych powrócono do ośmiodrużynowej rywalizacji. Triumfator Ultraligi, w sezonach 3–6 zostawał mistrzem Polski. Od momentu utworzenia ligi najlepsze drużyny uzyskiwały prawo udziału w kwalifikacjach do turnieju EMEA Masters (wcześniej European Masters, w skrócie EU Masters), dla najlepszych drużyn w systemie ERL.
W lipcu 2021 roku Riot Games poinformowało o zmianach akredytacyjnych w europejskich ligach regionalnych (ERL) na rok 2022. Jedną ze zmian było połączenie Ultraligi zrzeszającej dotychczas tylko drużyny w Polsce, z Baltic Masters, posiadającymi drużyny na Litwie, Łotwie i Estonii. W wyniku połączenia zwiększono liczbę miejsc w lidze do dziesięciu. W 2023 r. po rozszerzeniu regionu LEC o nowe regiony sfera Ultraligi została poszerzona o Izrael, Gruzję oraz Ukrainę. W październiku 2023 r. za pośrednictwem mediów społecznościowych organizator rozgrywek, firma FRENZY, opublikowała oświadczenie o rezygnacji z akredtacji ligi w wyniku czego ograniczono liczbę drużyn biorących udział w rozgrywkach do ośmiu.

### Ultraliga 2
Druga dywizja Ultraligi została uruchomiona w lipcu 2020 roku jako część struktury Ultraligi, aby zapewnić stabilizację Ultraligi poprzez stabilne struktury każdej awansującej drużyny. Na początku druga dywizja składała się głównie z akademii większych organizacji e-sportowych, co pozwalało na rozwój młodych graczy i przygotowanie ich do gry na najwyższym poziomie. Rozgrywki w niższej dywizji odbywają się w systemie ligowym, gdzie drużyny rywalizują ze sobą w trybie „każdy z każdym”. Sezon składa się z dwóch głównych części – fazy zasadniczej oraz fazy play-off.

## Drużyny i wyniki
W ciągu dwunastu sezonów Ultraligi brało udział ponad 20 polskich zespołów, organizacje zagraniczne (jedna portugalska, jedna litewska, jedna serbska i dwie włoskie) oraz jedna akademia z najwyższej ligi europejskiej – League of Legends European Championship. Wielu z wymienionych graczy brało lub bierze udział w rozgrywkach tej ligi.

### Sezon 0
Przed utworzeniem Ultraligi, na edycję EU Masters Spring 2018 kwalifikacje umożliwiały wyniki podczas piętnastego sezonu ESL Mistrzostw Polski (lub Lato 2017) oraz Puchar Polski Cybersport Season 3. Kwalifikacje na letnie wydarzenie EU Masters uzyskały dwie najlepsze drużyny szesnastego sezonu ESLMP (lub wiosna 2018).
Część drużyn biorących udział w rozgrywkach ESLMP zostało zaproszonych do ligi przez jej organizatorów. 22 października 2018 r. rozpoczęły się zmagania w ramach pierwszej rundy Ultraligi. Wyniki osiągnięte przez drużyny podzieliły stawkę na dwie grupy: mistrzowską oraz relegacyjną. Od miejsc zajętych w grupach zależało początkowe rozmieszczenie w drabince fazy pucharowej. Dwie najlepsze drużyny grupy mistrzowskiej rozpoczynały w półinale, natomiast dwie najgorsze grupy mistrzowskiej oraz dwie najlepsze grupy relegacyjnej rozpoczynały w ćwierćfinale. Finał sezonu zerowego odbył się 23 grudnia 2018 r.
| Zajęte miejsce | Zajęte miejsce | Zajęte miejsce    | Drużyna                                                                            | Wygrana (liga) | Wygrana (play-offy) | Wygrana (łącznie) |
| Runda 1        | Runda 2        | Faza pucharowa    | Drużyna                                                                            | Wygrana (liga) | Wygrana (play-offy) | Wygrana (łącznie) |
| -------------- | -------------- | ----------------- | ---------------------------------------------------------------------------------- | -------------- | ------------------- | ----------------- |
| 2.             | 2.*            | 1.                | Illuminar Gaming IceBeasto, behave / Shlatan, Humanoid, Woolite, delord            | 8000 zł        | 30 000 zł           | 38 000 zł         |
| 1.             | 1.*            | 2.                | Pompa Team Konektiv, Inspired, Kashtelan, Puki style, Mistiques                    | 12 000 zł      | 15 000 zł           | 27 000 zł         |
| 3.             | 3.*            | 3-4.              | Szata Maga Agresivoo, t4nky, Sebekx, defles, Erdote                                | 5000 zł        | 5 000 zł            | 10 000 zł         |
| 4.             | 4.*            | 3-4.              | Akademia Color, Curator, Fresskowy / Bubnik Zwei, Lucker, Pyrka                    | 4000 zł        | 5 000 zł            | 9000 zł           |
| 5.             | 2.**           | 5-6.              | Wisła Płock eSports Raven, Bolszak, bucu, elegy / Aven, Dzondzy                    | 3500 zł        | 2500 zł             | 6000 zł           |
| 8.             | 1.**           | 5-6.              | R-SIXTEAM Kackos, Ippon / Shlatan, Matislaw, itzRenifer, Raxxo                     | 2000 zł        | 2500 zł             | 4500 zł           |
| 6.             | 3.**           | brak kwalifikacji | Piast Gliwice Esports Sinmivak, Rybson / Kermys, Chosii / Rektiv, Dambaj, Blue45ty | 3000 zł        | 0 zł                | 3000 zł           |
| 7.             | 4.**           | brak kwalifikacji | Valkiria Esports Unknown, Bruness, Snoower, sziwek, Woda / xCharm                  | 2500 zł        | 0 zł                | 2500 zł           |

### Sezon 1
11 stycznia 2019 r. Ultraliga poinformowała o ośmiu drużynach zaproszonych do pierwszego sezonu Ultraligi. Drużyna Inea Esports przed rozpoczęciem turnieju zrebrandowało w Indictive Esports. W piątym tygodniu rozgrywek regularnych, skład Esports Performance Center został przejęty przez organizację devils.one. Drużyny które zajęły najwyższe miejsce w fazie pucharowej awansowały do wiosennych rozgrywek European Masters. 27 marca 2019 r. w finale rozgrywanym w studio Polsat Games Rogue EC pokonało devils.one wynikiem 3-2.
| Zajęte miejsce  | Zajęte miejsce    | Drużyna                                                                                             | Wygrana (liga) | Wygrana (play-offy) | Wygrana (łącznie)                           |
| Sezon regularny | Faza pucharowa    | Drużyna                                                                                             | Wygrana (liga) | Wygrana (play-offy) | Wygrana (łącznie)                           |
| --------------- | ----------------- | --------------------------------------------------------------------------------------------------- | -------------- | ------------------- | ------------------------------------------- |
| 1.              | 1.                | Rogue Esports Club Finn / Profit, Inspired, Larssen, Woolite, Vander / Raxxo                        | 12 000 zł      | 30 000 zł           | 42 000 zł EU Masters 2019 Spring Main Event |
| 2.              | 2.                | Esports Performance Center / devils.one Agresivoo, Cinkrof, Matislaw, Lucker, Erdote                | 8000 zł        | 15 000 zł           | 23 000 zł EU Masters 2019 Spring Play-In    |
| 4.              | 3.                | Illuminar Gaming Raven / Glebo, CrAzy, Kashtelan, Puki style, delord                                | 4000 zł        | 7000 zł             | 11 000 zł                                   |
| 3.              | 4.                | PRIDE Konektiv, Rybson, Rektiv, defles, Trymbi                                                      | 5000 zł        | 4000 zł             | 9000 zł                                     |
| 5.              | 5-6.              | ACTINA PACT Gricek, vvarion, Lewus / niQ, Dawidsonek, Syrpy                                         | 3500 zł        | 2.000 zł            | 5500 zł                                     |
| 6.              | 5-6.              | Wisła Płock eSports Unknown, t4nky, bucu, itzRenifer, Pyrka                                         | 3000 zł        | 2.000 zł            | 5000 zł                                     |
| 7.              | brak kwalifikacji | Inea Esports / Indictive Esports Bedvolf, Ogierhaq, Zaax, Krykiet, Mofosky                          | 2500 zł        | 0 zł                | 2500 zł                                     |
| 8.              | brak kwalifikacji | Esports Academy Decak / Czaru, Ippon / Bolszak, Chosii, Trenie / Demoncior / Bullet, SuperAZE / Grk | 2000 zł        | 0 zł                | 2000 zł                                     |

Podczas wiosennego wydarzenia EU Masters devils.one przegrało swój mecz kwalifikacyjny w fazie wstępnej, natomiast Rouge EC nie opuścioło fazy grupowej, zajmując trzecie miejsce w grupie C.

### Sezon 2
Dla zapewnienia przepływu między aspirującymi, a gorszymi drużynami w Ultralidze na przełomie lutego i marca 2019 roku trwały otwarte kwalifikacje, a następnie w drugiej połowie marca zamknięte kwalifikacje. 7 kwietnia 2019 r. odbył się turniej promocyjny między dwiema najgorszymi drużynami Sezonu 1 (Indictive Esports, Esports Academy) oraz dwiema najlepszymi drużynami zamkniętych kwalifikacji (Delta Five, Avia Deceptor). W wyniku turnieju Esports Academy opuściło ligę, na rzecz Avia Deceptor. Miejsce zwycięskiej drużyny zostało wykupione przez piratesports. Miejsce Indictive Esports które obroniło miejsce, zostało wykupione przez AVEZ Esports. Spotkania fazy pucharowej rozgrywano off-line w studio Polsat Games. Gospodarzem ćwierćfinałów i półfinałów był Maciej Dowbor, a finału rozgrywanego 27 sierpnia 2019 r. Krzysztof Ibisz.
| Zajęte miejsce  | Zajęte miejsce    | Drużyna                                                                                               | Wygrana (liga) | Wygrana (play-offy) | Wygrana (łącznie)                           |
| Sezon regularny | Faza pucharowa    | Drużyna                                                                                               | Wygrana (liga) | Wygrana (play-offy) | Wygrana (łącznie)                           |
| --------------- | ----------------- | --- | -------------- | ------------------- | ------------------------------------------- |
| 2.              | 1.                | devils.one Agresivoo / Sinmivak, Cinkrof/ Bruness, Matislaw / Czajek, Lucker / svns, Erdote / Highway | 8000 zł        | 30 000 zł           | 38 000 zł EU Masters 2019 Summer Main Event |
| 1.              | 2.                | Rogue Esports Club Finn / iBo, behave, Selfie, Woolite / HeaQ, Raxxo                                  | 12 000 zł      | 15 000 zł           | 27 000 zł EU Masters 2019 Summer Play-In    |
| 4.              | 3.                | Illuminar Gaming Konektiv, Rybson, Kashtelan, Puki style, delord                                      | 4000 zł        | 7000 zł             | 11 000 zł                                   |
| 6.              | 4.                | piratesports Kackos, Wysek, Snoower / niQ, Dambaj, Blue45ty                                           | 3000 zł        | 4000 zł             | 7000 zł                                     |
| 3.              | 5-6.              | AVEZ Esport Czaru, Bolszak, Dawidsonek / Grk / bucu, Trenie, kubYD                                    | 5000 zł        | 2.000 zł            | 7000 zł                                     |
| 5.              | 5-6.              | PRIDE Color, Bat0n / D4nKa, Warszi, Yashiro / Fun k3y, xCharm                                         | 3500 zł        | 2.000 zł            | 5500 zł                                     |
| 7.              | brak kwalifikacji | ACTINA PACT MeLoNiK, vvarion, Oran, Zamulek, Maquk                                                    | 2500 zł        | 0 zł                | 2500 zł                                     |
| 8.              | brak kwalifikacji | Wisła Płock eSports Unknown / GriceK, Ben3k, Chosii / Zwyroo, itzRenifer, Pyrka                       | 2000 zł        | 0 zł                | 2000 zł                                     |

Podczas letniego wydarzenia EU Masters reprezentanci Ultraligi odpadli w ćwierćfinałach. Devils.one uległo brytyjskiej drużynie Fnatic.Rising, natomiast Rogue EC hiszpańskiej drużynie Vodafone Giants.

### Sezon 3
Podczas turnieju kwalifikacyjnego, drużyny odesłane do relegacji (ACTINA PACT, Wisła Płock eSports) obroniły miejsce w lidze przed zwycięzcami zamkniętych kwalifikacji (Together Esports, Ravioli Ravioli). Przed rozpoczęciem się sezonu 3 obie drużyny sprzedały miejsce w lidze odpowiednio Diablo Chairs oraz portugalskiej organizacji K1CK Neosurf. W sezonie trzecim do trzonu "Ultraliga" dodano "Mistrzostwa Polski". Ze względu na pandemię wirusa COVID-19, zdecydowano się rozegrać całą fazę pucharową on-line. Finały rozegrane 1 kwietnia 2020 r. zakończyły się wynikiem 3-1 na korzyść AGO Rogue.
| Zajęte miejsce  | Zajęte miejsce    | Drużyna                                                                      | Wygrana (liga) | Wygrana (play-offy) | Wygrana (łącznie)                           |
| Sezon regularny | Faza pucharowa    | Drużyna                                                                      | Wygrana (liga) | Wygrana (play-offy) | Wygrana (łącznie)                           |
| --------------- | ----------------- | ---------------------------------------------------------------------------- | -------------- | ------------------- | ------------------------------------------- |
| 1.              | 1.                | AGO Rogue Color / Szygenda, Zanzarah, Czekolad, Woolite, Mistiques           | 12 000 zł      | 30 000 zł           | 42 000 zł EU Masters 2020 Spring Main Event |
| 2.              | 2.                | K1CK Neosurf iBo, Shlatan, Matislaw, Puki style, Raxxo                       | 8000 zł        | 15 000 zł           | 23 000 zł EU Masters 2020 Spring Play-In    |
| 3.              | 3.                | devils.one Sinmivak, Bruness, Czajek, Bullet, Pyrka                          | 5000 zł        | 7000 zł             | 12 000 zł                                   |
| 5.              | 4.                | Illuminar Gaming MeLoNiK, Kikis, niQ, Unforgiven, Jesiz                      | 3500 zł        | 4000 zł             | 7500 zł                                     |
| 4.              | 5-6.              | piratesports Konektiv, behave, Roison, defles / Keduii, Sedrion              | 4000 zł        | 2.000 zł            | 6000 zł                                     |
| 6.              | 5-6.              | AVEZ Esport Czaru, Bolszak, bucu, Trenie, kubYD                              | 3000 zł        | 2.000 zł            | 5000 zł                                     |
| 7.              | brak kwalifikacji | PRIDE LeQu / Riffy, Wysek / Kanna / Raxhy, Warszi, Dambaj, KMS               | 2500 zł        | 0 zł                | 2500 zł                                     |
| 8.              | brak kwalifikacji | Diablo Chairs Unknown, CrAzY, Fresskowy, itzRenifer, WillTheScout / Blue45ty | 2000 zł        | 0 zł                | 2000 zł                                     |

Triumfatorzy wiosennego wydarzenia EMEA Masters 2020, francuska drużyna LDLC pokonała reprezentantów Ultraligi. Najpierw AGO Rogue w półfinale, a później K1CK Neosurf w finale. Na dzień przed finałem na kontach organizacji i graczy e-sportowych na platformie Twitter, miał miejsce wspierający organizację happening tzw. "pukimanii", zorganizowany wokół strzelca reprezentanta Ultraligi, Łukasza "Puki style" Zygmunciaka.

### Sezon 4
W turnieju kwalifikacyjnym, drużyny zesłane do relegacji (PRIDE, Diablo Chairs) podjęły zwycięzców zamkniętych kwalifikacji (TEAM #OPTIONS, Próba numer 3). PRIDE obroniło swoje miejsce w lidze, natomiast Diablo Chairs uległo TEAM #OPTIONS. Część składu oraz miejsce debiutującej drużyny zostały przejęte przez Gentelmen's Gaming. Przed rozpoczęciem sezonu dwie drużyny zdecydowały się zrezygnować z uczestnictwa w lidze: devils.one zostało zastąpione przez 7more7 Pompa Team, powiązane z youtuberem Sergiuszem Górskim, natomiast AVEZ Esports przez H34T Esports, którego sponsorem tytularnym został Komputronik. Rogue Esports Club połączyło się z polską organizacją esportową x-kom AGO. Sponsorem tytularnym Ultraligi Mistrzostw Polski został Alior Bank. Sezon rozpoczął się 9 czerwca, a zakończył rozgrywanym hybrydowo finałem 12 sierpnia 2020 r., który zakończył się wynikiem 3-1 na korzyść K1CK Neosurf.
W odpowiedzi na rosnące zainteresowanie Ultraligą oraz potrzeby stworzenia bardziej rozbudowanego systemu ligowego, który pozwoliłby na lepsze przygotowanie drużyn do rywalizacji na wyższym poziomie podjęto decyzję o utworzeniu drugiej dywizji Ultraligi. W jej skład której weszło sześć drużyn akademii oraz zwycięzcy dwóch przeprowadzonych na początku czerwca 2020 roku, otwartych kwalifikacji (Team ESCA Gaming, soon to be named). 18 czerwca 2020 r. odbyła się pierwsza kolejka drugiej dywizji Ultraligi.
| Zajęte miejsce  | Zajęte miejsce    | Drużyna                                                                                          | Wygrana (liga) | Wygrana (play-offy) | Wygrana (łącznie)                           |
| Sezon regularny | Faza pucharowa    | Drużyna                                                                                          | Wygrana (liga) | Wygrana (play-offy) | Wygrana (łącznie)                           |
| --------------- | ----------------- | ------------------------------------------------------------------------------------------------ | -------------- | ------------------- | ------------------------------------------- |
| 4.              | 1.                | K1CK Neosurf iBo, Shlatan, Matislaw, Puki style, Mistiques                                       | 12 000 zł      | 30 000 zł           | 42 000 zł EU Masters 2020 Summer Main Event |
| 1.              | 2.                | AGO Rogue Szygenda, Zanzarah, Czekolad, Woolite, Trymbi                                          | 8000 zł        | 15 000 zl           | 23 000 zł EU Masters 2020 Summer Main Event |
| 2.              | 3.                | 7more7 Pompa Sinmivak, Bruness, Czajek, Bullet, Pyrka                                            | 5000 zł        | 7000 zł             | 12 000 zł EU Masters 2020 Summer Play-In    |
| 6.              | 4.                | Gentelmen's Gaming kfcgenerous / LeQu, Ben3k / Diagu, Lewus / Chosii, Zamulek / Dambaj, Blue45ty | 3500 zł        | 4000 zł             | 7500 zł                                     |
| 3.              | 5-6.              | Komputronik H34T Glebo, Chris, bucu, Biosun / Zamulek, xCharm                                    | 4000 zł        | 2.000 zł            | 6000 zł                                     |
| 5.              | 5-6.              | Komputronik H34T Glebo, Chris, bucu, Biosun / Zamulek, xCharm                                    | 3000 zł        | 2.000 zł            | 5000 zł                                     |
| 7.              | brak kwalifikacji | piratesports Melonik / Jaqen, adrian, Krazler, Miś, iGepard                                      | 2500 zł        | 0 zł                | 2500 zł                                     |
| 8.              | brak kwalifikacji | PRIDE Garp, Kanna, Proker, itzRenifer, Maeger                                                    | 2000 zł        | 0 zł                | 2000 zł                                     |

Ze względu na dobre wyniki podczas poprzedniej edycji EU Masters, liczba reprezentantów Ultraligi na letnim wydarzeniu wzrosła w stosunku do poprzedniego roku. 7more7 Pompa Team zajęła trzecie miejsce w grupie C. K1CK Neosurf w ćwierćfinale uległo niemieckiej organizacji mouseesports. AGO Rogue w finale pokonało niemiecką organizację GamerLegion, zostając pierwszą polską drużyną która wygrała turniej EU Masters. W październiku ogłoszono turniej pozaseasonowy Trinity Force Puchar Polski o puli nagród 50 tysięcy złotych, który rozgrywano od 1 do 15 listopada. Zwycięzcą pierwszej edycji zostało AGO Rogue, które zwyciężyło nad K1CK.

### Sezon 5
W turnieju promocyjnym, reprezentanci drugiej dywizji: drużyna akademii Pompa Team oraz soon to be named pokonały drużyny wysłane do relegacji (piratesports, PRIDE). Miejsce drużyn zostały wykupione przez: powracające do ligi devils.one przejęło miejsce 7more7 Pompa Team Academy, natomiast soon to be named zostało wykupione przez syna polskiego reżysera Okila Khamidova, Komila, który założył organizację Komil&Friends. Alior Bank przedłużyło sponsoring na sezon piąty. Sezon rozpoczął się 19 stycznia, a zakończył 24 marca 2021 r. Finał zakończył się wynikiem 3-2 na korzyść AGO Rogue.
| Zajęte miejsce  | Zajęte miejsce    | Drużyna                                                                                          | Wygrana (liga) | Wygrana (play-offy) | Wygrana (łącznie)                           |
| Sezon regularny | Faza pucharowa    | Drużyna                                                                                          | Wygrana (liga) | Wygrana (play-offy) | Wygrana (łącznie)                           |
| --------------- | ----------------- | ------------------------------------------------------------------------------------------------ | -------------- | ------------------- | ------------------------------------------- |
| 1.              | 1.                | AGO Rogue Sinmivak, Lurox, Chres, Lucker, Pyrka                                                  | 12 000 zł      | 30 000 zł           | 42 000 zł EU Masters 2021 Spring Main Event |
| 4.              | 2.                | K1CK Kackos, Bruness, Matislaw, Puki style, Raxxo                                                | 4 000 zł       | 15 000 zł           | 19 000 zł EU Masters 2021 Spring Main Event |
| 2.              | 3.                | ⁠⁠Illuminar Gaming Melonik, Tabasko, Czajek, Odi11, Czypsy                                         | 8 000 zł       | 7 500 zł            | 15 500 zł EU Masters 2021 Spring Play-In    |
| 3.              | 4.                | 7more7 Pompa Team Color, behave / adrian, Warszi / Ariana, Ather, Wojtuś                         | 5 000 zł       | 4 500 zł            | 9 500 zł                                    |
| 5.              | 5.                | devils.one sheru, Diagu, Krazler, Zamulek, Slipper                                               | 3 500 zł       | 3 000 zł            | 6 500 zł                                    |
| 6.              | brak kwalifikacji | Team ESCA Gaming Jaqen, Sh4dow us / stachu, Domoles, Harpoon, Meleks                             | 3 000 zł       | 0 zł                | 3 000 zł                                    |
| 7.              | brak kwalifikacji | Gentlemen's Gaming HaSSZero, Jenxas, Chosii, Yashiro, Calmsky                                    | 2 500 zł       | 0 zł                | 2 500 zł                                    |
| 8.              | brak kwalifikacji | Komil&Friends Rzems / Grzybek, KonDziSan / Ben3k, Komil / Wojux, Tantrum / svns, PIRANHA / april | 2 000 zł       | 0 zł                | 2 000 zł                                    |

Podczas wiosennej edycji EU Masters Illuminar Gaming opuściło fazę wstępną, jednak żadna z drużyn reprezentujących Ultraligę nie awanasowała do fazy pucharowej zajmując kolejno: K1CK czwarte miejsce w grupie A, AGO Rogue trzecie miejsce w grupie B, Illuminar Gaming czwarte miejsce w grupie C.

### Sezon 6
W związku z nieodpowiednim zachowaniem TheNitroZyniaka, Riot Games nałożyło na właściciela organizacji Pompa Team ograniczenie, czego efektem było przekazanie sekcji w ręce osób powiązanych z organizacją i jej rebranding w PDW. Po zakończeniu współpracy Ultraligi z Alior Bank, liga rozgrywana była bez sponsora tytularnego. Sezon trwał od 6 czerwca do 11 sierpnia 2021 r. Finał rozgrywano off-line w studio Polsat Games, a gospodarzami spotkania byli Tomasz Filipiuk oraz Agnieszka Borysiuk. Spotkanie finałowe zakończyło się wynikiem 3-2 na korzyść PDW.
| Zajęte miejsce  | Zajęte miejsce    | Drużyna                                                            | Wygrana (liga) | Wygrana (play-offy) | Wygrana (łącznie)                           |
| Sezon regularny | Faza pucharowa    | Drużyna                                                            | Wygrana (liga) | Wygrana (play-offy) | Wygrana (łącznie)                           |
| --------------- | ----------------- | ------------------------------------------------------------------ | -------------- | ------------------- | ------------------------------------------- |
| 3.              | 1.                | PDW Color, Bruness, Czajek, Odi11, kubYD                           | 5 000 zł       | 30 000 zł           | 35 000 zł EU Masters 2021 Summer Main Event |
| 5.              | 2.                | ⁠⁠Illuminar Gaming LeQu, Chris, Eścik, Zamulek, xCharm               | 3 500 zł       | 15 000 zł           | 18 500 zł EU Masters 2021 Summer Main Event |
| 1.              | 3.                | AGO ROGUE Sinmivak, Lurox, Chres, Lucker, Pyrka                    | 12 000 zł      | 7 500 zł            | 19 500 zł EU Masters 2021 Summer Play-In    |
| 2.              | 4.                | Team ESCA Gaming Jaqen, Xeonerr, Dawidsonek, Harpoon, marlon       | 8 000 zł       | 4 500 zł            | 12 500 zł                                   |
| 4.              | 5.                | K1CK Sacre, Stefan, Matislaw, Puki Style, Raxxo                    | 4 000 zł       | 3 000 zł            | 7 000 zł                                    |
| 6.              | brak kwalifikacji | Komil&Friends Grzybek, KonDziSan / yuta, Wojux, defles, minemaciek | 3 000 zł       | 0 zł                | 3 000 zł                                    |
| 7.              | brak kwalifikacji | Gentlemen's Gaming bobista, Wysek / B3nek, bucu, Yashiro, Crow     | 2 500 zł       | 0 zł                | 2 500 zł                                    |
| 8.              | brak kwalifikacji | devils.one sheru, Diagu, Kralzer, Biosun / Ejsner, Slipper         | 2 000 zł       | 0 zł                | 2 000 zł                                    |

Podczas EU Masters Illuminar Gaming oraz AGO Rogue zajęły trzecie miejsca w swoich grupach, odpowiednio C i A. Organizacja PDW w ćwierćfinale uległa niemieckiej drużynie Berlin International Gaming (BIG). 15 listopada 2021 r. AGO Rouge ponownie zwyciężyło w drugiej edycji Trinity Force Puchar Polski.

### Sezon 7
W lipcu 2021 Riot Games poinformowało o zmianach w systemie ERL, według których Ultraliga została połączona z ligą Baltic Masters. Powiększono liczbę drużyn biorących udział o dwie, a drużyny biorące udział w letniej edycji tamtejszej ligi (Iron Wolves, GOEXANIMO, Estonian Vipers, Goskilla, Method2Madness) otrzymały zaproszenie do turnieju rozszerzającego. Ostatecznie do Ultraligi dołączyły litewskie Iron Wolves oraz włoska Goskilla. W turnieju relegacyjnym, drużyny które uzbierały najmniej punktów w cyklu rocznym 2021 (Komil&Friends oraz Gentelmen's Gaming) obroniły miejsca przed piratesports oraz EAS ESCA Gaming. W przerwie międzysezonowej z rozgrywek wycofały się PDW oraz K1CK, a ich miejsca przejęły Forsaken oraz serbska organizacja Zero Tenacity. Z powodu udziału poszerzenia zasięgu geograficzno-administracyjnego Ultraligi, z nazwy ligi usunięto człon "Mistrzostwa Polski".
| Zajęte miejsce  | Zajęte miejsce    | Drużyna                                                          | Wygrana (liga) | Wygrana (łącznie)                           |
| Sezon regularny | Faza pucharowa    | Drużyna                                                          | Wygrana (liga) | Wygrana (łącznie)                           |
| --------------- | ----------------- | ---------------------------------------------------------------- | -------------- | ------------------------------------------- |
| 1.              | 1.                | AGO ROGUE Sinmivak, Rabble, Nite, Lucker, Leon                   | 60 000 zł      | 60 000 zł EU Masters 2022 Spring Main Event |
| 3.              | 2.                | Team ESCA Gaming HaSSZero, Xeonerr, Leesang, Harpoon, marlon     | 20 000 zł      | 20 000 zł EU Masters 2022 Spring Main Event |
| 2.              | 3.                | Topo Centras Iron Wolves Kakan, Souli, Saulius, Yashiro, Czypsy  | 10 000 zł      | 10 000 zł EU Masters 2022 Spring Play-In    |
| 4.              | 4.                | Zero Tenacity mumus100, Ryuzaki, Sebekx, Vzz, Wojtus             | 5 000 zł       | 5 000 zł EU Masters 2022 Spring Play-In     |
| 5.              | 5.                | Komil&Friends Tracyn, Yuta, many, svns, minemaciek               | 2 500 zł       | 2 500 zł                                    |
| 6.              | 6.                | Forsaken sheru, Jaunatis, Domas, Ruf, WillTheScout / Lokmays     | 2 500 zł       | 2 500 zł                                    |
| 7.              | brak kwalifikacji | Gentlemen's Gaming Grzybek, Badlyyga, Merciless, Adison, Slipper |                |                                             |
| 8.              | brak kwalifikacji | Goskilla VeyLot, Sh4dowUs, Silas, Baybror, iLevi                 |                |                                             |
| 9.              | brak kwalifikacji | ⁠⁠Illuminar Gaming LeQu, Chris, Warszi, Piwek, xCharm              |                |                                             |
| 10.             | brak kwalifikacji | devils.one PolskiFok, Diagu, bucu, Axelent, Taewang              |                |                                             |

W związku z połączeniem lig, Ultralidze przypisano dodatkowe miejsce podczas wiosennego EU Masters 2022. Iron Wolves oraz Zero Tenacity nie opuściły fazy wstępnej, odpowiednio przegrywając mecz kwalifikacyjny z francuską organizacją Karmine Corp oraz dogrywkę o drugie miejsce w grupie D. Team ESCA Gaming podczas fazy głównej zajęło czwarte miejsce w grupie C. AGO Rogue w półfinale uległo francuskiemu LDLC OL.

### Sezon 8
Sezon rozpoczął się 31 maja, a zakończył finałem rozgrywanym 17 sierpnia 2022 r. Prowadzącymi finału w studio Polsat Games był Krzysztof Ibisz i Ksenia Chlebicka. Spotkanie zakończyło się wynikiem 3-0 dla serbskiej organizacji Zero Tenacity.
| Zajęte miejsce  | Zajęte miejsce    | Drużyna                                                       | Wygrana (liga) | Wygrana (łącznie)                           |
| Sezon regularny | Faza pucharowa    | Drużyna                                                       | Wygrana (liga) | Wygrana (łącznie)                           |
| --------------- | ----------------- | ------------------------------------------------------------- | -------------- | ------------------------------------------- |
| 1.              | 1.                | Zero Tenacity mumus100, Ryuzaki, Sebekx, Vzz, Wojtus          | 60 000 zł      | 60 000 zł EU Masters 2022 Summer Main Event |
| 3.              | 2.                | AGO Rogue Sinmivak, Rabble, Nite, Lucker, promisq             | 20 000 zł      | 20 000 zł EU Masters 2022 Summer Main Event |
| 2.              | 3.                | ⁠⁠Illuminar Gaming Tracyn, adi, many, svns, minemaciek          | 10 000 zł      | 10 000 zł EU Masters 2022 Summer Play-In    |
| 4.              | 4.                | Gentlemen's Gaming Grzybek, Badlyyga, Ariana, Adison, Slipper | 5 000 zł       | 5 000 zł                                    |
| 5.              | 5.                | Iron Wolves Kakan, Krysia / Gaboesh, Saulius, Yashiro, Boly   | 2 500 zł       | 2 500 zł                                    |
| 6.              | 6.                | Goskilla Wondro, WRDN, Trace / Phlaty, Baybror, Cospect       | 2 500 zł       | 2 500 zł                                    |
| 7.              | brak kwalifikacji | Forsaken LeQu, Kanna, Warszi, choego, Mistiques               |                |                                             |
| 8.              | brak kwalifikacji | devils.one PolskiKoz, Sh4dowUs, Domoles, Lothen, Robertoos    |                |                                             |
| 9.              | brak kwalifikacji | Team ESCA Gaming Zora, B3nek, Dawidsonek, Damkex, uden        |                |                                             |
| 10.             | brak kwalifikacji | Komil&Friends Jaqen, Yuta, Ribu, mumek, Zimba                 |                |                                             |

Podczas letniej edycji Amazon EU Masters 2022 Illuminar Gaming nie opuściło fazy wstępnej zajmując trzecie miejsce w grupie B. W fazie głównej Zero Tenacity zajęło czwarte miejsce w grupie A, natomiast AGO Rogue trzecie miejsce w grupie B. Żadna z drużyn reprezentujących Ultraligę nie awansowała do fazy pucharowej EU Masters. Wobec zmian formatowych, Trinity Force Puchar Polski został zastąpiony przez inny turniej pozasezonowy - Ultraliga Super Puchar. Oprócz tego, ograniczono otwarte kwalifikacje na rzecz zapraszanych drużyn. Spotkanie finałowe między Illuminar Gaming, a AGO Rouge zakończyło się wynikiem 3-0 na korzyść Illuminar.

### Sezon 9
W wyniku reorganizacji ligi europejskiej i poszerzeniu jej o region Bliskiego Wschodu i Afryki Północnej, zmianie uległ zasięg administracyjny Ultraligi. W turnieju promocyjnym drużyny z najmniejszą liczba punktów w cyklu 2022 roku (Komil&Friends, devils.one) podjęły dwie drużyny 2. Ultraligi z (Grypciocraft, piratesports). Udział piratesports w turnieju promocyjnym wynikał z faktu wycofania się z turnieju promocyjnego drużyn: Method2Madness, które zrezygnowało z udziału w lidze oraz streamerskiego projektu Internaziomale której właścicielem był raper Mateusz Zawistowski ps. Żabson. Powodem wycofania się Internaziomali była nagła śmierć trenera drużyny Karola "Konektiva" Wojciechowskiego. Komil&Friends utrzymało miejsce w Ultralidze, natomiast Grypciocraft przejęło miejsce devils.one. Po fuzji Rogue z hiszpańską organizacją KOI, nowym sponsorem tytularnym x-com AGO został Alior Bank. Gentelmen's Gaming wycofało się z rozgrywek, a ich miejsce zajęła sekcja włoskiej organizacji Exeed. 16 stycznia 2023 r. rozpoczął się sezon regularny. 31 marca w finale rozgrywanym w studio Polsat Games przy udziale publiczności, prowadzonym przez Tomasza Filipiuka i Ksenię Chlebicką, Zero Tenacity obroniło tytuł wynikiem 3-1.
2 lutego organizator rozgrywek rozwiązał umowę z Goskillą Sagl, wobec czego zawodnicy i sztab szkoleniowy przejęli miejsce w lidze bez organizacji występując pod nazwą Szaty Bobra. 8 marca skład wykupiła organizacja Orbit Anonymo Esports.
| Zajęte miejsce  | Zajęte miejsce    | Drużyna                                                                                         | Wygrana (liga) | Wygrana (łącznie)                          |
| Sezon regularny | Faza pucharowa    | Drużyna                                                                                         | Wygrana (liga) | Wygrana (łącznie)                          |
| --------------- | ----------------- | ----------------------------------------------------------------------------------------------- | -------------- | ------------------------------------------ |
| 1.              | 1.                | Zero Tenacity Color, Ryuzaki, SlowQ, Noah, Kabbie                                               | 8000 €         | 8000 € EMEA Masters 2023 Spring Main Event |
| 3.              | 2.                | Goskilla / Szaty Bobra / Orbit Anonymo Esports Hiro, Sh4dowUs / Savero, Roison, Neramin, czypsy | 5000 €         | 5000 € EMEA Masters 2023 Spring Main Event |
| 2.              | 3.                | Grypciocraft pr1me, behave, Frygo, Avra, ShawiKatami                                            | 3000 €         | 3000 €                                     |
| 6.              | 4.                | Alior Bank Team Ariana, Krazler, many, Jacob / svns, minemaciek                                 | 2000 €         | 2000 €                                     |
| 4.              | 5.                | Maturalni Forsaken PapiTeero, Jaunatis, Fenz1, Ruf, Gaarfield                                   | 1000 €         | 1000 €                                     |
| 5.              | 6.                | ⁠⁠Illuminar Gaming PolskiKoz, Krysia, Mrozku, Lothen, syrpy                                       | 1000 €         | 1000 €                                     |
| 7.              | brak kwalifikacji | Iron Wolves Gabbo / Kakan, Badlyyga, Saulius, Adison, Only31                                    |                |                                            |
| 8.              | brak kwalifikacji | Exeed Poland Jaqen, xeonerr, Ribu / WaenA, Damkex, Slipper                                      |                |                                            |
| 9.              | brak kwalifikacji | Komil&Friends Makony / Minemany11 / Zora, Ketim, lee sang, Miko, Catra                          |                |                                            |
| 10.             | brak kwalifikacji | Team ESCA Gaming sheru, Uciu, trilan / Modliszka, Miś, Gerro                                    |                |                                            |

Ze względu na słabe wyniki drużyn reprezentujących Ultraligę podczas EU Masters w cyklu 2022, w wiosennej edycji EMEA Masters 2023 w związku z rozszerzeniem systemu ERL o ligi turecką i arabską, liczba miejsc przyznawanych lidze zmalała. Zero Tenacity zajęło czwarte miejsce w grupie A, natomiast Orbit Anonymo zajęło trzecie miejsce w grupie C. Ponownie żadna z drużyn reprezentujących Ultraligę nie awansowała do fazy pucharowej.

### Sezon 10
22 maja 2023 r. sponsorem tytularnym Ultraligi została firma Samsung, dodając do trzonu nazwy ligi markę "Samsung Galaxy". Umowa partnerska objęła również szósty sezon Ultraligi Mistrzostw Polski w Teamfight Tactics oraz pozasezonowy turniej Ultraliga Super Puchar. Oprócz Samsunga sponsorem lig został polski oddział koncernu samochodowego KIA.
Sezon rozpoczął się 29 maja, a zakończył finałem rozegranym 12 sierpnia 2023 r. Prowadzącymi wydarzenia w studio Polsat Games, przy udziale publiczności byli Tomasz Filipiuk oraz Agnieszka Borysiuk. Spotkanie zakończyło się wynikiem 3-0 dla Orbit Anonymo.
| Zajęte miejsce  | Zajęte miejsce    | Drużyna                                                                               | Wygrana (liga) | Wygrana (łącznie)                          |
| Sezon regularny | Faza pucharowa    | Drużyna                                                                               | Wygrana (liga) | Wygrana (łącznie)                          |
| --------------- | ----------------- | ------------------------------------------------------------------------------------- | -------------- | ------------------------------------------ |
| 1.              | 1.                | Orbit Anonymo pr1me, Savero, Roison, Neramin, czypsy                                  | 8000 €         | 8000 € EMEA Masters 2023 Summer Main Event |
| 3.              | 2.                | Alior Bank Team Matixx, adi1, many, svns, minemaciek                                  | 5000 €         | 5000 € EMEA Masters 2023 Summer Main Event |
| 2.              | 3.                | Zero Tenacity Color, Ryuzaki, SlowQ / Xico, ICE, Kabbie                               | 3000 €         | 3000 €                                     |
| 6.              | 4.                | Maturalni Forsaken Kubon / Zora, nicolaiy, Ribu, GotzY, KroMAX                        | 2000 €         | 2000 €                                     |
| 4.              | 5.                | Iron Wolves HaSSZero, Jaunatis1, Zty, Syzyfek / Yashiro, M0NK, Eliwood                | 1000 €         | 1000 €                                     |
| 5.              | 6.                | ⁠⁠Illuminar Gaming PolskiKoz, Krysia, Mrozku, Lothen, syrpy                             | 1000 €         | 1000 €                                     |
| 7.              | brak kwalifikacji | Exeed Poland Shelfmade, Roshan, Vigil, Endz, Mistiques                                |                |                                            |
| 8.              | brak kwalifikacji | Team ESCA Gaming Grzybek, Sawyor, WeanA, Adison, Ephekles                             |                |                                            |
| 9.              | brak kwalifikacji | Grypciocraft LeQu, Diagu / Sh4dowUs, Domoles / Grypcio, Miś / Damkex, xCharm / Gepard |                |                                            |
| 10.             | brak kwalifikacji | Komil&Friends Yeti1, Ketim, lee sang, Miko, Gerro                                     |                |                                            |

Podczas letniej edycji EMEA Masters, ponownie żadna z drużyn nie awansowała do fazy pucharowej. Orbit Anonymo zajęło czwarte miejsce w grupie A, natomiast Alior Bank Team zajęło czwarte miejsce w grupie B.
W finale drugiej edycji Ultraliga Super Puchar drużyna Zero Tenacity wygrała wynikiem 3-1 z Orbit Anonymo.

### Wiosna 2024
W wyniku utraty akredytacji doszło do reorganizacji w lidze: Illuminar Gaming oraz exeed opuściły ligę w wyniku decyzji organizatorów, natomiast Komil&Friends w wyniku relegacji w turnieju promocyjnym. Do ligi natomiast dołączyły drużyny biorące udział w turnieju promocyjnym, zwycięzca B2TG oraz devils.one, które przejęło miejsce Alior Bank Teamu, którego organizacja, AGO e-sports zawiesiła działalność. Firma Samsung zdecydowała się przedłużyć sponsoring Ultraligi na cały 2024 rok.
Finał rozegrany 23 marca 2024 r. był połączony z wydarzeniem lanowym z liczącą ponad 650 osób publicznością, w warszawskim klubie Stodoła.
| Zajęte miejsce  | Zajęte miejsce    | Drużyna                                                                 | Wygrana (liga) | Wygrana (łącznie)                          |
| Sezon regularny | Faza pucharowa    | Drużyna                                                                 | Wygrana (liga) | Wygrana (łącznie)                          |
| --------------- | ----------------- | ----------------------------------------------------------------------- | -------------- | ------------------------------------------ |
| 2.              | 1.                | Zero Tenacity Melonik, bluerzor, Kofte, HARPOON, Erdote                 | 4500 €         | 4500 € EMEA Masters 2024 Spring Main Event |
| 1.              | 2.                | Orbit Anonymo pr1me, Afroboi, Roison, Neramin, czypsy                   | 3000 €         | 3000 € EMEA Masters 2024 Spring Main Event |
| 3.              | 3.                | Back2TheGame Kozi, ShazQ, Syzyf, Salami, Acorderr                       | 1500 €         | 1500 €                                     |
| 4.              | 4.                | Forsaken Ariana, Belit, RafBin, wittman, Crisma                         | 1500 €         | 1500 €                                     |
| 5.              | brak kwalifikacji | devils.one Haster, Krysia, Modliszka, Antonio, Traffy                   |                |                                            |
| 6.              | brak kwalifikacji | Iron Wolves HaSSZero, kylin / Jenxas, Odin / Saulius, Ruf, Endz         |                |                                            |
| 7.              | brak kwalifikacji | GRP Esports Damkex / Mietek, Lulas, Furby, Faetski, Dancer              |                |                                            |
| 8.              | brak kwalifikacji | Team ESCA Gaming DesoLinne, Mazi, buffi, GGiler, UFO / kubYD / Don Ponk |                |                                            |

Podczas wiosennej edycji EMEA Masters 2024, Zero Tenacity zajęło czwarte miejsce w grupie A. Orbit Anonymo odpadło w ćwierćfinale fazy pucharowej ulegając francuskiemu Team BDS Academy.

### Lato 2024
W przerwie międzysezonowej Team ESCA Gaming zrezygnował z udziału w lidze. Ich miejsce zajął zwycięzca wiosennej edycji 2. Ultraligi - LODIS.
| Zajęte miejsce  | Zajęte miejsce    | Drużyna                                                      | Wygrana (liga) | Wygrana (łącznie)                          |
| Sezon regularny | Faza pucharowa    | Drużyna                                                      | Wygrana (liga) | Wygrana (łącznie)                          |
| --------------- | ----------------- | ------------------------------------------------------------ | -------------- | ------------------------------------------ |
| 2.              | 1.                | Zero Tenacity Melonik, bluerzor, Kofte, HARPOON, Erdote      | 4500 €         | 4500 € EMEA Masters 2024 Spring Main Event |
| 1.              | 2.                | Back2TheGame Kozi, ShazQ, Syzyf, Salami / Lothen, Acorderr   | 3000 €         | 3000 € EMEA Masters 2024 Spring Main Event |
| 3.              | 3.                | Forsaken IlllIma / Togepi, Xeonerr, RafBin, ToongE, Parasite | 1500 €         | 1500 € EMEA Masters 2024 Summer LCQ        |
| 4.              | 4.                | GRP Esports Mietek, Belit, Artoria, Faetski, Centu           | 1500 €         | 1500 € EMEA Masters 2024 Summer LCQ        |
| 5.              | brak kwalifikacji | devils.one Matixx, Krysia, Ribu, Antonio, Dancer             |                |                                            |
| 6.              | brak kwalifikacji | Orbit Anonymo yeti, Aincardz, pump, kehvo, uden              |                |                                            |
| 7.              | brak kwalifikacji | MattyUSA Lodis PMK, Ketim, DOMOLES, Xelar, Xavi              |                |                                            |
| 8.              | brak kwalifikacji | Iron Wolves Arnax, Jenxas, Domas, Ruf, Endz                  |                |                                            |

Podczas letniej edycji EMEA Masters 2024, doszło do zmiany w systemie kwalifikacji do fazy głównej. Zamiast fazy wstępnej zorganizowano turniej ostatniej szansy dla trzydziestu dwóch drużyn. Forsaken i GRP Esports odpadły w pierwszej rundzie tego turnieju. Zero Tenacity odpadło w piątej rundzie systemu szwajcarskiego, a Back2TheGame w szóstej rundzie. Żadna z drużyn reprezentujących Ultraligę nie awansowała do poszerzonej do szesnastu drużyn fazy pucharowej EMEA Masters.
W trzeciej edycji Ultraligi Super Pucharu, w finale rozgrywanym na wydarzeniu lanowym podczas targów Poznań Game Arena, obrońcy tytułu Zero Tenacity przegrali z zaproszoną do wydarzania drużyną streamera Marcina "Xayoo" Majkuta, Kiedyś Miałem Fun.